# Azeites do Norte Alentejano
Os Azeites do Norte Alentejano DOP são um produto de origem portuguesa com Denominação de Origem Protegida pela União Europeia (UE) desde 11 de maio de 2005.

## Agrupamento gestor
O agrupamento gestor da denominação de origem protegida "Azeites do Norte Alentejano" é a APAFNA - Agrupamento de Produtores Agrícolas e Florestais do Norte Alentejano.